# Alemannia Dortmund
Alemannia Dortmund (offiziell: Verein für Bewegungsspiele Alemannia Dortmund e. V.) war ein Sportverein aus Dortmund. Die erste Mannschaft spielte in den 1940er Jahren in der erstklassigen Gauliga Westfalen.

## Geschichte

### Strukturelle Entwicklung
Im Jahre 1905 wurde der Turnclub Rheingold Dortmund gegründet, der sich zwei Jahre später in Alemannia 05 Dortmund umbenannte. Ebenfalls im Jahre 1907 wurde der Dortmunder SV 07 gegründet, der im Jahre 1913 mit Alemannia 05 zum SSV Alemannia Dortmund fusionierte. Der zweite Stammverein wurde am 14. Juni 1897 als Jünglingsverein Dortmund bzw. Evangelischer Verein junger Männer des westlichen Stadtbezirks gegründet und stand der evangelischen Kirche nahe. Acht Jahre später trennten sich die Fußballer vom Jünglingsverein und gründeten den VfB Dortmund 97. Dieser galt nach dem Dortmunder SC 95 als der zweitälteste Fußballverein der Stadt. Am 13. März 1926 fusionierten der SSV Alemannia Dortmund und der VfB Dortmund 97 zum VfB Alemannia Dortmund. Dieser fusionierte wiederum am 27. Mai 1973 mit dem SV 08 Dortmund zum SC Dortmund 97/08.

### Die Stammvereine
Die 05er gehörten in den frühen 1920er Jahren zu den Aushängeschildern des Dortmunder Fußballs. Der eigentlich aus dem Stadtteil Dorstfeld beheimatete Verein eröffnete im Jahre 1921 sein Stadion Hobertsburg am Fredenbaum. 5.000 Zuschauer kamen zum Eröffnungsspiel der „Nördlichen“ gegen einen namentlich nicht bekannten Gegner. Gleich in seiner ersten Saison im neuen Stadion wurde die Mannschaft Vizemeister der Ruhrgauliga hinter dem Essener Turnerbund. Kurzzeitig übernahm der Verein damit die sportliche Führungsrolle in der Stadt. In den folgenden Jahren rutschten die 05er in den Tabellenkeller hinab.
Der VfB war am 15. Januar 1911 erster Gegner von Borussia Dortmund und verlor das Spiel mit 3:9. Ein Stern des BVB Walk of Fame vor dem Haus Borsigplatz 9 erinnert heute an dieses Spiel. Sportlich erreichte der VfB nach dem Ersten Weltkrieg die höchste Spielklasse, wo die Mannschaft nicht über Mittelfeldpositionen herauskam. Nach dem zwischenzeitlichen Abstieg kämpften die 97er bis zur Fusion meist gegen den Abstieg.
Fusionspartner SV 08 Dortmund wurde im Jahre 1908 gegründet. Im Jahre 1920 gelang der Mannschaft der Aufstieg in die höchste Spielklasse nach einem 4:2-Sieg nach Verlängerung im Entscheidungsspiel gegen Borussia Dortmund. Ein Jahr später verhandelte der SV 08 mit Borussia Dortmund über eine Fusion. Während der Vorstand dafür war lehnten die Mitglieder den Zusammenschluss ab. Zwar stieg der SV 08 sofort wieder ab, schaffte aber bereits 1922 den erneuten Sprung in die Erstklassigkeit. Erneut ging das Entscheidungsspiel in die Verlängerung, ehe die Dortmunder dem Schalker Turnverein mit 2:1 schlagen konnten. Zwei Jahre später spalteten sich die Schalker Fußballer als FC Schalke 04 ab. In den späteren Jahrzehnten kam der Verein nicht mehr über lokale Spielklassen hinaus. Der SV 08 brachte mit Hans-Georg Dulz und Werner Weist zwei spätere Bundesliga- und mit Detlef Behrens einen späteren Zweitligaspieler hervor.

### VfB Alemannia Dortmund
Nach der Fusion spielte der VfB Alemannia in der erstklassigen Ruhrbezirksliga und stritt mit dem Dortmunder SC 95 um die lokale Vorherrschaft. 1931 wurden die Alemannen Dritter ihrer Staffel, ehe ein Jahr später nach einer 0:8-Niederlage im Entscheidungsspiel gegen die Sportfreunde 95 Dortmund der Abstieg folgte. 1935 wurde die mittlerweile im Alemanniastadion ansässige Mannschaft Meister der Bezirksklasse, scheiterte aber in der Aufstiegsrunde zur Gauliga Westfalen am TuS Bochum 08 und dem Erler SV 08. Beim zweiten Anlauf im Jahre 1938 scheiterten die Dortmunder an Arminia Bielefeld. Erst 1943 gelang der Aufstieg in die Gauliga, wo die Mannschaft allerdings eher eine Nebenrolle spielte.
Das Alemanniastadion wurde im Zweiten Weltkrieg zerstört, so dass die Alemannia an die Hobertsburg zurückkehrte. In der Saison 1945/46 gehörte der Verein der erstklassigen Landesliga Westfalen an, musste aber mit 0:32 Punkten als Tabellenletzter wieder absteigen. Erst im Jahre 1956 gelang die Rückkehr in die mittlerweile viertklassige Landesliga, der die Alemannia nun drei Jahre angehörte. 1962 folgte der erneute Aufstieg in die Landesliga, wobei Wolfgang Wehmann mit 48 Saisontoren großen Anteil hatte. Dieses Mal hielt sich der VfB Alemannia, der zwischenzeitlich ins restaurierte Alemanniastadion zurückkehren konnte, bis 1968 in der Landesliga.

### Nachfolgeverein SC 97/08 Dortmund
Anfang der 1970er Jahre verhandelte der Vorstand mit einigen anderen Vereinen aus der Region um eine Fusion, um ein Gegengewicht zu Borussia Dortmund zu schaffen. Neben dem VfB Alemannia und dem SV 08 waren noch die DJK Frankonia, die SG Nord-Ost, der SV Roland und der FC Merkur involviert. Es kam allerdings nur zur kleinen Fusion zwischen der Alemannia und dem SV 08.
Der Fusionsverein schaffte im Jahre 1974 den Aufstieg in die Landesliga und wurde zweimal in Folge Tabellenfünfter. Danach ging es für den Verein sportlich bergab. 1979 stieg der SC 97/08 aus der Landesliga ab. Es war der erste von drei Abstiegen in Folge, die den Verein 1981 in die Kreisliga B führte. Zwischenzeitlich kehrte der Club von 1993 bis 1998 sowie in der Saison 1999/2000 noch einmal in die Bezirksliga zurück, ehe der SC 97/08 im Jahre 2016 in die Kreisliga C, der untersten Spielklasse abrutschte. Zur Saison 2018/19 kehrte man in die Kreisliga B zurück.